# Pomponesco
Pomponesco este o comună din provincia Mantova, Italia. În 2011 avea o populație de 1,763 de locuitori.

## Demografie
Pomponesco - evoluția demografică

|  | Graficele sunt indisponibile din cauza unor probleme tehnice. Mai multe informații se găsesc la Phabricator și la wiki-ul MediaWiki. |

Date: Recensăminte sau birourile de statistică - grafică realizată de Wikipedia

## Personalități născute aici
- Achille Togliani (1924 - 1995), cântăreț, actor.